# Urophora cuspidata
Urophora cuspidata
 es una especie de insecto díptero. Johann Wilhelm Meigen lo describió científicamente por primera vez en el año 1826.
Esta especie pertenece al género Urophora de la familia Tephritidae.